# Tyrrhenos
Tyrrhenos (altgriechisch Τυρρηνός Tyrrhēnós, lateinisch Tyrrhenus, oder Τυρσηνός Tyrsēnós) war nach der klassisch-antiken Mythologie der Sohn des lydischen Königs Atys und der Stammvater der Etrusker.
In Lydien selbst soll eine Missernte eine Hungersnot ausgelöst haben. König Atys teilte das lydische Volk in zwei Teile auf und wies seine beiden Söhne Lydos und Tyrrhenos an, je eines zu führen. Nach dem Tod des Atys herrschten sie zunächst zusammen über Lydien. Die karge Landschaft konnte jedoch nicht die gesamte Bevölkerung ernähren. Nachdem sie Lose gezogen hatten, blieb Lydos mit seinen Untertanen an Ort und Stelle, während Tyrrhenos einen Teil des lydischen Volkes von Smyrna in Kleinasien über das Meer nach Umbrien auf der Italienischen Halbinsel führte und sich dort ansiedelte. Aus dieser Siedlung bildeten sich die Etrusker, in der Antike auch Tyrrhener (Tyrrhenoi) oder Thyrsener genannt. Nach Tyrrhenos beziehungsweise den Thyrrhenern ist auch das Tyrrhenische Meer benannt. Tyrrhenos war der Bruder oder Vater von Tarchon.
Die Legende steht in ihrer bekanntesten Version bei Herodot, erfuhr im Laufe der Jahrhunderte aber zahlreiche Abwandlungen und Ausschmückungen. Sie könnte auf einem wahren Kern der Ethnogenese der Etrusker beruhen. Eine der gängigen Theorien heute geht davon aus, dass sich eine aus Kleinasien stammende, mit den Lydern verbundene Oberschicht die in Etrurien ansässige Bevölkerung der Villanovakultur unterwarf.